# Cynopterus
Cynopterus é um gênero de morcegos da família Pteropodidae.

## Espécies
- Cynopterus brachyotis (Müller, 1838)
- Cynopterus horsfieldii Gray, 1843
- Cynopterus luzoniensis (Peters, 1862)
- Cynopterus minutus Miller, 1906
- Cynopterus nusatenggara Kitchener e Maharadatunkamsi, 1991
- Cynopterus sphinx (Vahl, 1797)
- Cynopterus titthaecheilus (Temminck, 1825)